# Ewyas
383 – vers 430
Entités précédentes :
- Bretagne romaine

Entités suivantes :
- Royaume de Gwent
- Royaume de Glywysing
- Royaume d'Ergyng

Le royaume d'Ewyas ou protectorat romain d'Ewyas est un ancien royaume gallois dont l'existence n'est pas avérée par l'archéologie, mais dont les sources littéraires parlent comme d'une entité précédent le Gwent, l'Ergyng et le Glywysing. Les rares documents qui nous sont parvenus, les chartes de Llandaff, décrivent rapidement quelques aspects de ce territoire, comme certains contes traditionnels. Ainsi, une charte relative à l'église de Clodock au VIIIe siècle fait mention d'un prétendu "roi d'Ewyas".

## Histoire

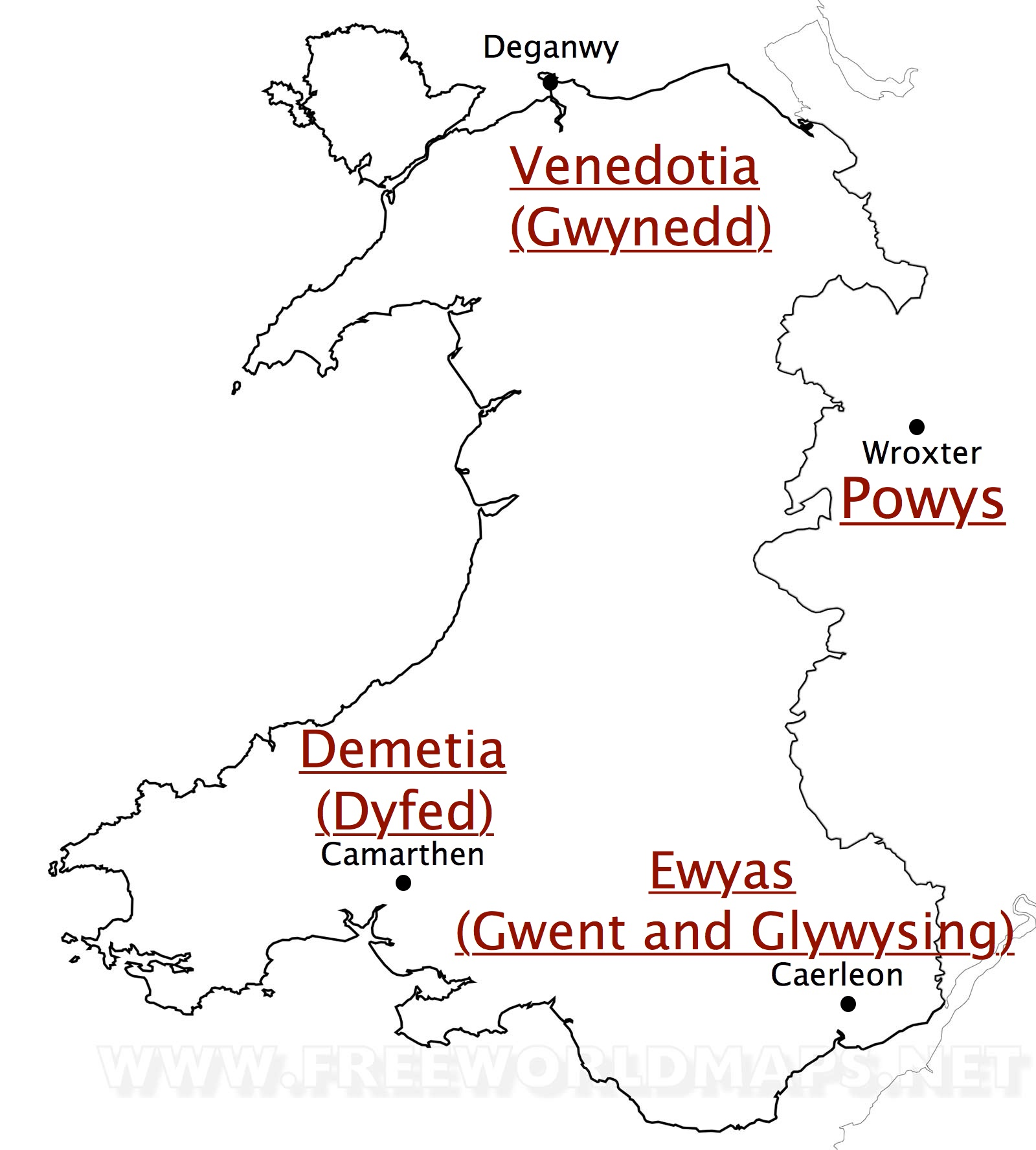
Carte du pays de Galles vers 380, sous gouvernance de Magnus Maximus.

Lorsque l'usurpateur Magnus Maximus épouse Sainte Hélène de Caernarfon, fille du souverain gallois Eudaf Hen, il décide de réorganiser entièrement la géopolitique du pays de Galles pour mieux se défendre contre les irlandais. Au nord, il crée la Vénédotie, plus connue sous le nom de Gwynedd. Au sud-ouest, dans la région la plus assaillie, est fondée la Démétie, plus tard appelée Dyfed. Enfin, au sud-est, dans la vallée de la Severn, se trouve être une région sans nom, le Mid-south Wales, dont la partie occidentale est le Cernyw et la partie orientale est l'Ewyas.
Cette région est placée vers 383 sous le protectorat d'Owain Finddu, fils de Magnus Maximus, dont le nom latinisé correspond à Eugénius "lèvres-noires".
Vers 430, en pleine apogée du règne de Vortigern, le Powys profite du mariage entre la sœur d'Owein, Sevira, et Vortigern pour envahir aux deux-tiers le Mid-south Wales, jusqu'à la rivière Usk. Correspondant à l'Ewyas, cette terre dominé par la dynastie des rois de Powys, sera rebaptisée Gwerthefyrigg durant le règne de Vortimer, que son père a mis sur le trône: il deviendra rapidement le "Gwent" par déformation. Quant au Cernyw, il semble accueillir le roi Owein en exil avec sa famille. Cette terre, à l'est de Caerleon, deviendra le Glywysing sous son roi Glywys.
L'Ewyas de Vortimer, c'est-à-dire un ensemble entre le Gwent et l'Ergyng, dura peu. Ce dernier royaume fit sécession à la fin du Ve siècle, laissant le Gwent seul.

## Liste des rois
- De 383 à 430 environ : Owain Finddu, fils de Magnus Maximus.
- De 430 à 450 environ : Vortimer, fils de Vortigern.